# オヴァル
オヴァル（Oval）は、ドイツの電子音楽グループ。
1991年にマーカス・ポップ、セバスチアン・オーシャッツ、フランク・メッツガーの3人で結成されたが、1995年にオーシャッツとメッツガーが脱退。以降、オヴァルとはマーカス・ポップ本人、または彼の音楽プロジェクトのことを指す。マウス・オン・マーズのヤン・ヴェルナーとのユニット「ミクロストリア」、ドイツ在住日本人アーティスト豊田恵里子とのユニット「ソー (So)」としても活動している。2016年に自主レーベル「UOVOOO」を設立する。
彼の音楽はいわゆるノイズミュージックであるが、この分野においてはメロディアスな要素が強い。CDの盤面をマジックペンで汚し、わざと音飛びを起すことで得られる音を使う手法やCDを逆回転させて得られたサンプルをデジタル加工して使用する手法が有名。グリッチ音楽、音響派などに分類される。
2001年のコンピレーション・アルバム『Re:Systemisch』以降、長らく活動を停止していたが、2010年6月15日に『Oh』をスリル・ジョッキー・レコーズからリリースした。

## ディスコグラフィ

### スタジオ・アルバム
- Wohnton (1993年、Ata Tak)
- Systemisch (1994年、Mille Plateaux)
- 94 Diskont (1995年、Mille Plateaux)
- 『ドク』 - Dok (1998年、Thrill Jockey)
- Szenariodisk (1999年、Thrill Jockey)
- 『オヴァルプロセス』 - Ovalprocess (2000年、Form and Function)
- 『プレ・コマース』 - Pre/Commers (2001年、Thrill Jockey)
- 『オヴァルコマース』 - Ovalcommers (2001年、Form and Function)
- Oh (2010年、Thrill Jockey)
- 『O』 - O (2010年、Thrill Jockey)
- Calidostópia! (2013年、Goethe Institute)
- Voa (2013年)
- 『ポップ』 - Popp (2016年、UOVOOO)
- Eksploio (2019年、UOVOOO)
- 『SCIS』 - Scis (2020年、UOVOOO)
- Ovidono (2021年、UOVOOO)
- 『ロマンティック』 - Romantiq (2023年、Thrill Jockey)

### コンピレーション・アルバム
- 『アイソ・ファブリック』 - Iso Fabric (1997年、徳間ジャパンコミュニケーションズ)
- Re:Systemisch (2001年、Zomba/Form and Function)
- 『OvalDNA』 - OvalDNA (2011年、Shitkatapult)

### 参加オムニバス・アルバム
- I Said No Doctors! (2017年、Dymaxion Groove)